# George Wallace, Baron Wallace of Coslany
George Douglas Wallace, Baron Wallace of Coslany (* 18. April 1906 in Cheltenham, Gloucestershire; † 11. November 2003 in Sidcup, London Borough of Bexley) war ein britischer Politiker der Labour Party, der mit Unterbrechungen mehr als 14 Jahre lang Abgeordneter des House of Commons war und 1975 als Life Peer aufgrund des Life Peerages Act 1958 Mitglied des House of Lords wurde. Während seiner langjährigen Mitgliedschaft im Parlament des Vereinigten Königreichs befasste er sich insbesondere mit den Auswirkungen des nach William Henry Beveridge benannten Beveridge Report vom 1. Dezember 1942, der die Grundlagen für den britischen Wohlfahrtsstaat schuf.

## Leben
Wallace engagierte sich nach dem Besuch der Zentralschule von Cheltenham im Christlichen Verein Junger Männer (YMCA) in Bristol und später in Guildford. Nach seiner Hochzeit ließ er sich 1932 in Sidcup nieder und begann dort zwischen 1937 und 1946 seine politische Laufbahn in der Kommunalpolitik als Mitglied des Stadtrates. In dieser Zeit war er Vorsitzender verschiedener Ausschüsses des Stadtrates wie zum Beispiel für Bildung und Gesundheit sowie zeitweilig auch Vize-Vorsitzender des Queen Mary’s Hospital in Sidcup. Während des Zweiten Weltkrieges leistete er seinen Militärdienst im Kampfflugzeugkommando der Royal Air Force (RAF Fighter Command) und wurde zuletzt zum Sergeant befördert.
Nach Kriegsende wurde Wallace bei den Unterhauswahlen vom 5. Juli 1945 als Kandidat der Labour Party im Wahlkreis Chislehurst erstmals als Abgeordneter in das House of Commons gewählt. Er wurde Nachfolger von Waldron Smithers, der diesen Wahlkreis 21 Jahre lang für die Conservative Party im House of Commons vertreten hatte, nun aber für den neugeschaffenen Wahlkreis Orpington kandidierte und diesen mit 20.388 Wählerstimmen (48,6 Prozent) gewann. Bei den darauf folgenden Wahlen am 23. Februar 1950 verlor er diesen Wahlkreis – wenn auch nur knapp mit 167 Stimmen Unterschied – an die Kandidatin der konservativen Tories, Patricia Hornsby-Smith. Im Laufe der ersten Wahlperiode war er zwischen 1947 und 1950 Assistierender Parlamentarischer Geschäftsführer der regierenden Labour-Fraktion (Assistant Government Whip).
Bei den Unterhauswahlen vom 15. Oktober 1964 wurde er im Wahlkreis Norwich North wieder zum Abgeordneten in das House of Commons gewählt. In diesem Wahlkreis folgte er seinem Parteifreund John Paton und konnte sich bei seiner ersten Wahl mit 18.111 Stimmen (60,9 Prozent) deutlich gegen seinen konservativen Gegenkandidaten Amédée Turner durchsetzen konnte, der lediglich auf 11.620 Wählerstimmen (39,1 Prozent) kam. Wallace vertrat den Wahlkreis bis zu den Unterhauswahlen am 28. Februar 1974 und wurde dann von seinem Parteifreund David Ennals abgelöst. Während seiner langjährigen Mitgliedschaft im Parlament des Vereinigten Königreichs befasste er sich insbesondere mit den Auswirkungen des nach William Henry Beveridge benannten Beveridge Report vom 1. Dezember 1942, der die Grundlagen für den britischen Wohlfahrtsstaat schuf.
Nach dem Wahlsieg der Labour Party bei den Unterhauswahlen vom 15. Oktober 1964 übernahm er eine Reihe von nachgeordneten Posten in der Regierung von Premierminister Harold Wilson, und zwar zunächst zwischen 1964 und 1965 Parlamentarischer Privatsekretär (Parliamentary Private Secretary) von Lord President of the Council Herbert Bowden. Im Anschluss fungierte er 1965 kurzzeitig als Parlamentarischer Privatsekretär des Ministers für Beziehungen des Commonwealth of Nations (Secretary of State for Commonwealth Relations) Arthur Bottomley, ehe er zuletzt zwischen 1967 und 1968 Parlamentarischer Privatsekretär des Ministers für Wohnungsbau und Kommunalverwaltung (Minister of Housing and Local Government), Anthony Greenwood, war.
Während seiner letzten Legislaturperiode gehörte er von 1970 bis 1974 als Mitglied dem Gremium der Ausschussvorsitzenden (Chairman’s Panel) im Unterhaus an und war darüber hinaus von 1970 bis 1986 Mitglied der für die Errichtung, Bebauung und Betreuung der britischen Soldatenfriedhöfe in den Ländern des Commonwealth verantwortlichen Commonwealth War Graves Commission (CWGC).
Nach seinem Ausscheiden aus dem House of Commons wurde Wallace durch ein Letters Patent vom 17. Januar 1975 als Life Peer mit dem Titel Baron Wallace of Coslany, of Coslany in the City of Norwich, in den Adelsstand erhoben und gehörte bis zu seinem Tod dem House of Lords als Mitglied an.
Zugleich war er zwischen 1975 und 1977 sowohl Delegierter der Parlamentarischen Versammlung des Europarates als auch der Westeuropäischen Union (WEU). Als Lord-in-Waiting war er von 1977 bis 1979 im Oberhaus Sprecher der Labour-Fraktion für soziale Sicherheit.